# 桃浦駅
桃浦駅（ももうらえき）は、かつて茨城県行方市羽生にあった鹿島鉄道鹿島鉄道線の駅である。2007年（平成19年）4月1日、鹿島鉄道線の廃線にともない廃駅となった。

## 歴史
- 1926年（大正15年）8月15日：鹿島参宮鉄道の駅として開業[2]。
- 1965年（昭和40年）6月1日：鹿島参宮鉄道と常総筑波鉄道が合併して関東鉄道が発足。同社鉾田線の駅となる[3]。
- 1979年（昭和54年）4月1日：鉾田線が鹿島鉄道に分社化、鹿島鉄道線の駅となる[3]。
- 2007年（平成19年）4月1日：廃止[3]。

## 駅構造
島式ホーム1面2線を有する地上駅。駅舎は線路の北東側に設置されており、駅舎からホームへの移動には、構内踏切を利用した。かつては駅員がいたが末期は無人駅であった。

## 駅周辺
- 霞ヶ浦 – かつて桃浦水泳場があり、観光客でにぎわっていた。
- 行方警察署羽生駐在所
- 羽生郵便局
- 国道355号

## 隣の駅
鹿島鉄道
■鹿島鉄道線
小川高校下駅 - 桃浦駅 - 八木蒔駅